# Hans Modrow
Hans Modrow (27. ledna 1928 Jasenitz, dnes Jasienica v Polsku – 10. února 2023 Berlín) byl funkcionář východoněmecké SED, který byl po pádu Berlínské zdi zvolen ministerským předsedou NDR. Po roce 1999 byl poslancem Evropského parlamentu, kde byl mj. zodpovědný za jednání s Českou republikou o jejím přistoupení k EU. Je čestným předsedou strany Die Linke (předtím PDS, vzniklé z dřívější SED).
Po studiu na stranických školách v Moskvě a Berlíně Modrow promoval na Humboldtově univerzitě v Berlíně jako Dr. rer. oec.
Do SED vstoupil již v roce 1949 a roku 1958 se stal i poslancem východoněmeckého parlamentu (Volkskammer). Roku 1961 se stal prvním tajemníkem oblastního vedení SED v berlínském obvodu Köpenick, byl zodpovědný za agitaci; v letech 1967 až 1989 byl členem ústředního výboru SED.
V říjnu 1989, v době zostřujících se nepokojů v NDR, se spolu s primátorem Drážďan pokoušel o dialog s opozicí. Modrow byl v SED považován za reformátora a sympatizanta politiky Gorbačovovy perestrojky. V listopadu se stal členem politbyra, 13. listopadu byl zvolen ministerským předsedou jako následník Williho Stopha a ještě krátkou dobu se pokoušel u kulatého stolu dojít k dohodě s opozicí; jeho cílem bylo zachování NDR jako státu namísto znovusjednocení Německa.